# サヴォイア・マルケッティ SM.79
SM.79 スパルヴィエーロ
飛行するSM.79
(第193地上爆撃飛行隊所属、1940~43年間撮影)
- 用途：爆撃機、雷撃機
- 分類：爆撃機
- 製造者：SIAI-サヴォイア社

のちサヴォイア・マルケッティ社
- 運用者

  -  イタリア空軍
  -  ルーマニア空軍
  -  スペイン空軍
  -  レバノン空軍
- 初飛行：1934年9月28日
- 生産数：1,240機[1]
- 運用開始：1936年
- 退役

  - 1952年（イタリア空軍）
  - 1959年（レバノン空軍）
- 運用状況：退役
- 派生型：SM.84

SM.79 スパルヴィエーロ（Savoia-Marchetti SM.79 Sparviero ）は、イタリア王国のサヴォイア・マルケッティ社が開発し、第二次世界大戦中にイタリア空軍で運用された爆撃機。
愛称の「スパルヴィエーロ (Sparviero)」はイタリア語でハイタカの意。

## 概要
SM.79は元はレース用に開発された旅客機で、原型機は1934年に初飛行した。その高性能からイタリア空軍は爆撃機に転換することを指示し、1936年に爆撃機型の試作機が初飛行した。その後、すぐに量産が開始され1937年のスペイン内戦で使用され、高性能・高速の爆撃機として好評であった。

## 開発と運用

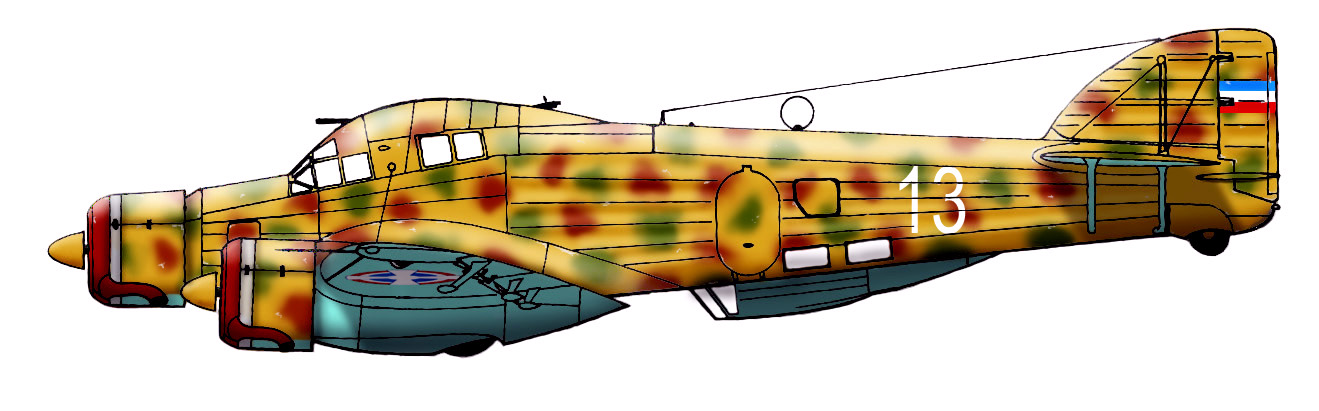
ユーゴスラビア王国空軍のSM.79

原型機はロンドン-メルボルン間のエアレース出場を目的とした8席の旅客機だったが、レースには間に合わず1934年10月に初飛行した。当時としては非常に高速な機体で、初飛行の翌年にエンジンをピアッジョ製からアルファ・ロメオ製に換装した機体は、1,000kmと2,000kmの距離で6つの世界速度記録を出した。この性能に、高速の大型多発軍用機を必要としていたイタリア空軍が興味を持ち、軍用機型の開発を指示した。軍用機型は、1936年7月に初飛行した。
SM.79は、木製（一部金属製）の低翼単葉の機体で、発動機はアルファロメオ126RC34を3発装備していた。3発機となったのは、中型・大型機に装備できるような高出力のエンジンがイタリアでは開発できなかったことが理由である。これは当時のイタリアだけではなく、ドイツ、フランスなどでも共通することだった。軍用型と民間型の大きな違いは、コックピット上部に盛り上がりを作り前方に固定装備の機関銃を1丁、後方に旋回式の機銃1丁を装備したことと、胴体後部に爆撃手用のゴンドラを設けたことである。胴体内には爆弾倉が設けられたが、爆弾は縦に並べて装備する形式になっていた。
1937年に、スペイン内乱に投入されたSM.79は、高速・高性能な上に無類の頑丈さを誇り、5,000回以上の出撃回数と11,000トン以上の爆撃を行った。また、これと同時にレース機としての開発も行われ好成績をあげた。また長距離飛行用に開発された機体は、ローマとリオデジャネイロ間を一回の給油で平均速度400km/h以上で飛行した。

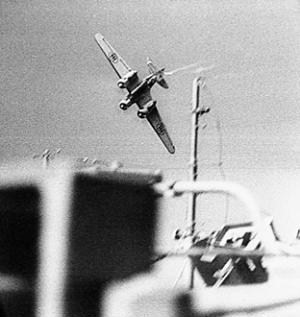
マルタ島に向かう連合軍の輸送船団を攻撃するSM.79

第二次世界大戦参戦時には、11個の連隊にSM.79は装備されていた。初期の生産型のSM.79は主に爆撃任務で使用されたが、戦争が続くにつれて本機の性能では爆撃任務が務まらなくなった。そこで良好な運動性と無類の頑丈さを生かして雷撃任務に使用され、地中海方面で連合国の艦船を相手に活躍した。周辺を海に囲まれたイタリアは航空機による雷撃攻撃には積極的だったため、スペイン内乱後には既に本機は魚雷装備が可能になっていた。この任務では主に地中海方面で連合国の艦船を相手に大きな戦果をあげている。最終生産型であるSM.79bisは、雷撃を主任務にした性能向上型である。この他に、輸出型のSM.79Bがある。これは、機首のエンジンを取り除きその跡に爆撃手席を設けた双発機で、一見すると別機のようであった。この型はルーマニアに輸出され現地でライセンス生産も行われた。

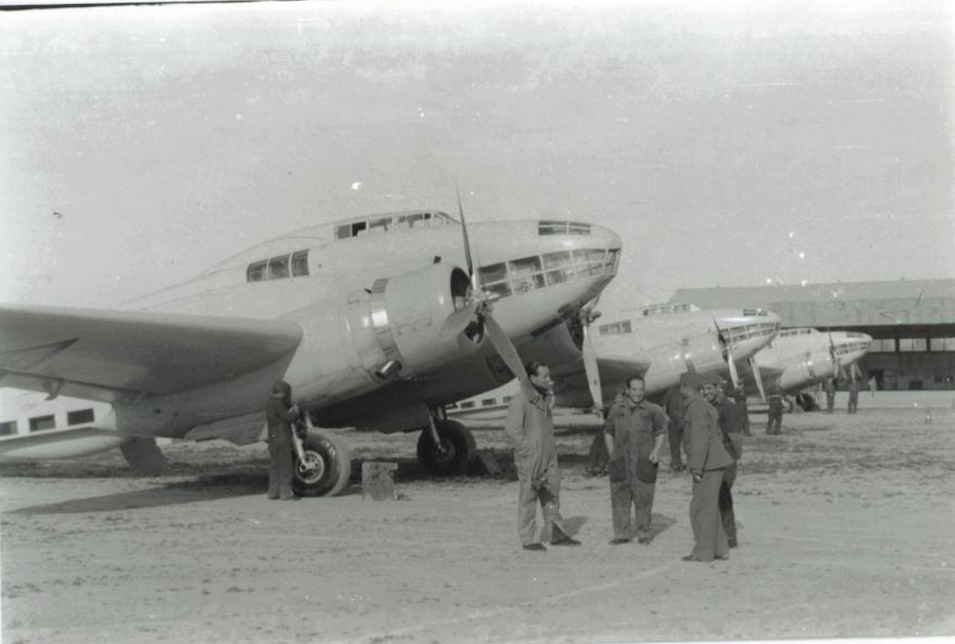
サヴォイア・マルケッティ SM.79B

1943年イタリア降伏時には61機しか残っておらず、ファシスト空軍側に27機が移り、残りは連合軍側に参加した。ファシスト軍は引き続き本機を雷撃機として使用したが、連合軍では主に輸送機として使用した。終戦後、生き残った機体は、民間の航空便が再開するまで軍用航空郵便機として利用されたり、標的曳航機として使われた。イタリア軍から最後に退役したのは1952年である。また、ルーマニアでも同時期まで運用された。中古機の一部は海外に売却されており、レバノンは空軍において同機を輸送機として使用していた。
製造は1936年から1943年まで続けられ、合計1218機生産された。後継機はSM.84である。

## 記録飛行
もともとレース機であった本機は1937年に予定されていたチャールズ・リンドバーグの大西洋横断飛行達成10周年を記念したニューヨーク-パリ間飛行機レースに参加する事になった。このため、5機が真紅のレース機仕様に改造され、SM.79CSと名づけられた。結局、このレースは中止になったものの続くイストル〜ダマスカス～パリ間飛行機レースに参加し、見事1位から3位までフィニッシュを成し遂げ、表彰台を独占した。この上位3機は更に長距離飛行用に改造の上SM.79Tと名づけられ、1938年にローマ～リオデジャネイロ間の大西洋横断記録飛行を行った。ムッソリーニの息子ブルーノを含む6名のパイロットが乗り込んだ「I-BISE」、「I-MONI」、「I-BRUN」の3機は1月24日にローマを出発、途中ダカールで給油の後リオデジャネイロに向かい、25日夜「I-BISE」、続いて「I-BRUN」が無事到着した（「I-MONI」は途中プロペラ故障のため後れをとった）。このときの記録はローマ～リオ間9650kmを飛行時間24時間22分というものであった。

## 諸元

SM.79 三面図

| 制式名称     | SM.79                                        | SM.79-III                                                                             |
| ------------ | -------------------------------------------- | ------------------------------------------------------------------------------------- |
| 全幅         | 21.20m                                       | 20.20m                                                                                |
| 全長         | 15.60m                                       | 16.20m                                                                                |
| 全高         | 4.10m                                        | 4.10m                                                                                 |
| 翼面積       | 61.00m2                                      | 61.70m2                                                                               |
| 翼面荷重     |                                              | 165kg/m2                                                                              |
| 自重         |                                              | 7,700kg                                                                               |
| 正規全備重量 | 10,500kg                                     | 10,050kg                                                                              |
| 発動機       | アルファ・ロメオ126 R.C.34（離昇750馬力）3基 | アルファ・ロメオ128 R.C.18（離昇860馬力）3基                                          |
| 最高速度     | 430km                                        | 460km/h（高度3,790m）                                                                 |
| 実用上昇限度 | 7,000m                                       | 7,500m                                                                                |
| 航続距離     | 1,900km                                      | 2,600km                                                                               |
| 武装         | 12.7 mm機関砲3門 7.7 mm機関銃2門             | 機首 MG 151 20mm機銃1門 胴体上下 ブレダSAFAT機関銃 12.7mm機関砲2門 胴体横 7.7mm機関銃 |
| 爆装         | 1,250kg爆弾1発                               | 1,200kg爆弾1発 ないし450mm魚雷2発                                                     |

## 現存する機体
| 型名   | 番号    | 機体写真 | 国名                                          | 所有者                                   | 公開状況 | 状態     | 備考                                |
| ------ | ------- | -------- | --------------------------------------------- | ---------------------------------------- | -------- | -------- | ----------------------------------- |
| SM.79  | MM24499 |          | イタリア トレンティーノ＝アルト・アディジェ州 | ジャンニ・カプローニ航空博物館           | 公開     | 静態展示 |                                     |
| SM.79L | MM45508 |          | イタリア ラツィオ州                           | ヴィーニャ・ディ・ヴァッレ空軍歴史博物館 | 公開     | 静態展示 | MM24327号機の塗装で展示されている。 |
| SM.79  | MM23843 |          | イタリア ロンバルディア州                     | ヴォランディア公園・飛行博物館           | 公開     | 静態展示 | 残骸の状態で展示されている。        |
| SM.79  | MM23881 |          | エジプト/リビア/スーダン                      | ウウェイナット山                         | 公開     | 放置     | 墜落状態で放置されている。          |

## 登場作品
『R.U.S.E.』
イタリアの戦闘爆撃機として登場。
『艦隊これくしょん -艦これ-』
「SM.79」と「SM.79 bis」に加えて「SM.79 bis(熟練)」という精鋭仕様機も存在する。
『独立雷撃隊出動』
ＢＡＮＺＡＩマガジンＥＸ6号の付録ゲーム。一人プレイ用のカードゲーム。